# Robert Hennet

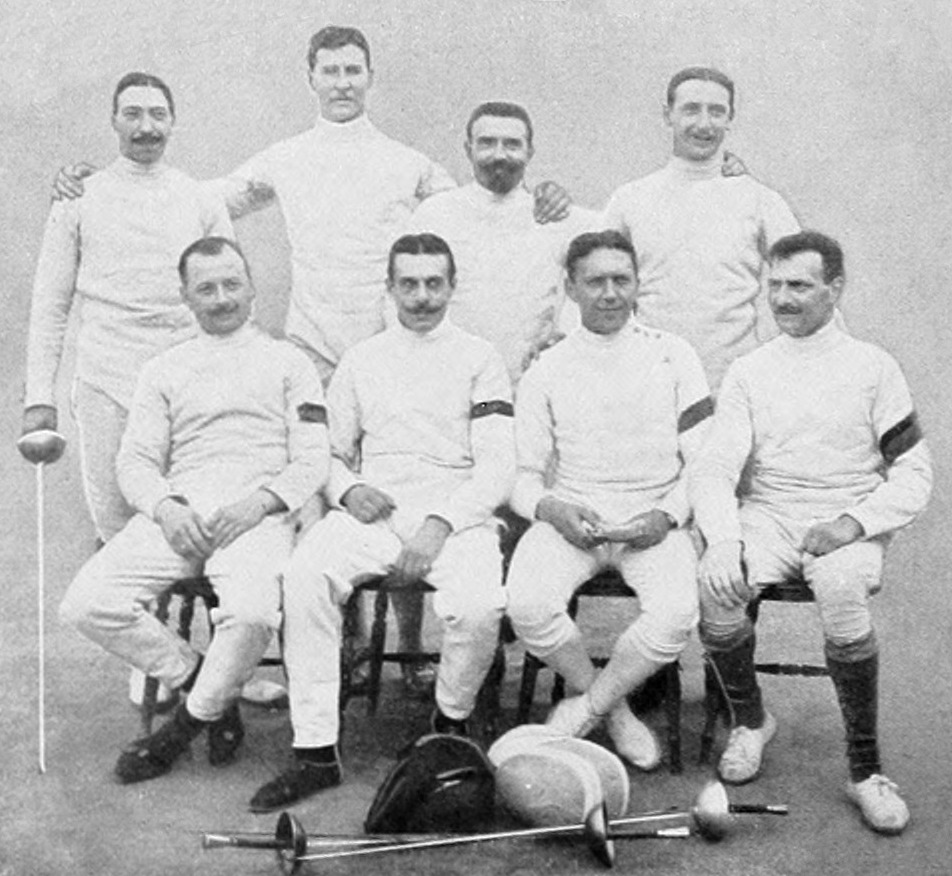
L'équipe belge d'épée médaillée d'or aux Jeux olympiques en 1912.

Robert Hennet, né le 22 janvier 1886 à Schaerbeek (Bruxelles) et mort le 2 juillet 1957 à Saint-Gilles (Bruxelles), est un escrimeur et un général belge. Avec l'équipe belge, il est champion olympique d'épée aux Jeux olympiques de 1912 à Stockholm. 

## Biographie
Robert Joseph Charles Hennet obtient un diplôme de docteur en sciences physiques et mathématiques à l'Université libre de Bruxelles.
Comme escrimeur, il était affilié à la Salle Dupont à Bruxelles. Il participe aux Jeux olympiques de 1912 à Stockholm et aux Jeux olympiques de 1920 à Anvers. À Stockholm, il remporte la médaille d'or à l'épreuve d'épée par équipe avec Victor Willems, François Rom, Henri Anspach, Jacques Ochs, Fernand de Montigny, Gaston Salmon et Paul Anspach. En 1920 à Anvers, il obtient une quatrième place à la discipline du sabre par équipe. Il est également champion de Belgique du sabre en 1914.
Il fait une carrière dans l'armée belge participant à la Première Guerre mondiale avec le grade de lieutenant puis de capitaine au sein du 14e régiment d'artillerie. Dans l'entre-deux-guerres, il enseigne les mathématiques, l'astronomie et la géodésie à l'École royale militaire. À la veille de la Seconde Guerre mondiale en 1939, il est promu colonel. Il est nommé professeur émérite de l'École royale militaire en 1946. Il atteindra finalement le grade de général-major de réserve. 
À la suite de son décès le 2 juillet 1957 à Saint-Gilles, ses funérailles civiles suivies de l'inhumation au cimetière d'Ixelles ont lieu le 5 juillet 1957.

## Distinctions
- Commandeur de l'ordre de Léopold (Belgique).
- Officier de l'ordre de Léopold II avec glaives (Belgique).
- Croix de guerre 1914-1918 (Belgique).
- Médaille de la Victoire 1914-1918 (Belgique).
- Médaille commémorative 1914-1918 (Belgique).
- Médaille de l'Yser 1914-1918 (Belgique).
- Croix militaire de 2e classe (Belgique).
- Médaille commémorative 1940-1945 (Belgique).
- Médaille commémorative du règne de Léopold II (Belgique).
- Croix de guerre 1914–1918 (France).